# فوزية مباركي
فوزية مباركي (بالإنجليزية: Faouzia Mebarki)، (مواليد 7 يونيو 1959) هي السفيرة الجزائرية لدى النمسا وسلوفاكيا. عيّنت في 2016، تمثل الجزائر في المنظمات الدولية التي يوجد مقرها في فيينا.

## السيرة
في 1959، ولدت فوزية مباركي في عنابة. في 1977، حصلت على شهادة البكالوريا. انضمت فوزية مباركي إلى وزارة الخارجية الجزائرية، وانتقلت للعمل في المكتب الرئيسي لأوروبا الوسطى.
عُيّنت مفوضاً للجزائر لدى النمسا وسلوفاكيا في 24 مايو 2006. في 2016، قدمت أوراق اعتمادها ممثلةً للجزائر لدى الأمم المتحدة إلى المدير العام يوري فيداتوف في فيينا.
شغلت منصب ممثل الجزائر في منظمة الأمن والتعاون في أوروبا في 2020.
رأست فوزية مباركي الدورة الخامسة والخمسين لمنظمة معاهدة الحظر الشامل للتجارب النووية في ديسمبر 2020.